# Les Ombres de l'Empire
 (juillet 2014).
Si vous disposez d'ouvrages ou d'articles de référence ou si vous connaissez des sites web de qualité traitant du thème abordé ici, merci de compléter l'article en donnant les références utiles à sa vérifiabilité et en les liant à la section « Notes et références ».
Les Ombres de l'Empire (titre original : Shadows of the Empire) est une histoire de l'univers étendu de Star Wars qui fut adaptée sur divers supports : roman, jeu vidéo, bande dessinée. George Lucas avait donné comme instruction : « Tout sauf le film ». Le roman, écrit par Steve Perry, a été publié par Bantam Spectra en 1996, puis traduit en français et publié par les éditions Presses de la Cité en 1997,. Les évènements se déroulent entre L'Empire contre-attaque et Le Retour du Jedi, soit trois ans après la bataille de Yavin.

## Résumé
L'Empereur et Dark Vador sont toujours vivants, mais un nouveau méchant apparaît : Xizor, le chef du Soleil noir, un immense réseau criminel. Han Solo est congelé dans la carbonite, et Leia, Luke Skywalker, Chewbacca et Lando Calrissian essaient de rattraper Boba Fett avant que ce dernier ne le livre à Jabba le Hutt. Dans le même temps, plusieurs tentatives d'assassinat contre Luke amènent Leia à essayer de contacter le Soleil noir, connu pour ses espions. Elle ignore encore dans quel piège elle va tomber...

## Personnages
Dash Rendar : un mercenaire au service de la rébellion. Il est le personnage principal des Ombres de l'Empire. Après avoir participé à la bataille de Hoth, il fut contraint de fuir la planète quand l'Empire envahit la Base Echo. Il fut embauché pour veiller sur Luke Skywalker, sur la tête duquel le Prince Xizor avait mis une prime. Aidé par son droïde Leebo, il partit aussi à la recherche de Han Solo, capturé par Boba Fett. Après un duel implacable, ce dernier réussit à s'enfuir, emmenant Han avec lui. Il se retrouva à combattre les Impériaux dans leurs bâtiments. Il découvrit que le Prince Xizor avait construit une nouvelle station de combat. Dash vola les plans et réussit à localiser la station. Il fut aidé de l'Escadron Rogue dans la bataille finale qui opposa le Soleil noir aux rebelles. Lorsque Vador fit détruire la station orbitale de Xizor, le vaisseau de Dash Rendar fut frappé par un énorme débris et fut désintégré. En réalité, il passa en vitesse lumière juste avant l'explosion. Il sera revu dans un lieu bien connu des fans (certainement la cantina de Mos Eisley). Dash Rendar arpente la galaxie grâce au Outrider, qu'il pilote à l'aide de son fidèle droïde Leebo. Ce qui n'est pas sans rappeler Han Solo et Chewbacca.

## Adaptation en comics
Dark Horse Comics
- Star Wars: Shadows Of The Empire #1-6 (1996) par John Wagner (scénario) et Kilian Plunkett (dessin)
- Star Wars: Shadows Of The Empire: Evolution #1-5 (1998) par Steve Perry (scénario) et Ron Randall (dessin)

Dark Horse France
- Star Wars - Les Ombres de l'Empire n°1 et 2 (1996)
- Star Wars - Les Ombres de l'Empire : Évolution n°1 et 2

Delcourt
- Les Ombres de l'Empire (2006)
- Les Ombres de l'Empire Évolution (2011)

### Bande sonore
Pour l'adaptation du roman de Steve Perry, une bande sonore inhabituelle a été composée par le compositeur Joel McNeely, d'après une suggestion de John Williams. Enregistrée par l'Orchestre national royal d'Écosse, elle fut publiée par Varèse Sarabande. Les thèmes familiers des films peuvent être entendus dans les pistes une (le Thème Principal et celui de la scène du gel de carbone de l'Empire Contre-Attaque), huit ('La Marche Impériale et le Force theme) et dix (La Marche Impériale). Le disque comprend aussi une piste interactive pour ordinateur contenant un concept art et des informations complémentaires sur le projet.

#### Liste des pistes
1. Main Theme from Star Wars and Leia's Nightmare (3:41)
2. The Battle of Gall (7:59)
3. Imperial City (8:02)
4. Beggar's Canyon Chase (2:56)
5. The Southern Underground (1:48)
6. Xizor's Theme (4:35)
7. The Seduction of Princess Leia (3:38)
8. Night Skies (4:17)
9. Into the Sewers (2:55)
10. The Destruction of Xizor's Palace (10:43)

Durée totale : 58:31
Les notes du livret exposent brièvement les résumés des intrigues du roman pour chaque piste audio correspondante. McNeely écrit alors : "j'ai été autorisé à laisser libre cours à mon imagination avec les images, les personnages et les événements de cette histoire. J'ai également eut le luxe de traîner aussi longtemps que je voulais avec un personnage ou une scène. Chaque passage représente une personne, un lieu ou un événement. "